# Öratjärnarna (Ljusdals socken, Hälsingland, 689758-150364)
Öratjärnarna är en sjö i Ljusdals kommun i Hälsingland och ingår i Delångersåns huvudavrinningsområde.